# Palaeorhiza kraussi
Palaeorhiza kraussi är en biart som beskrevs av Hirashima 1981. Palaeorhiza kraussi ingår i släktet Palaeorhiza och familjen korttungebin. Inga underarter finns listade i Catalogue of Life.